# Gastronomía de Portugal

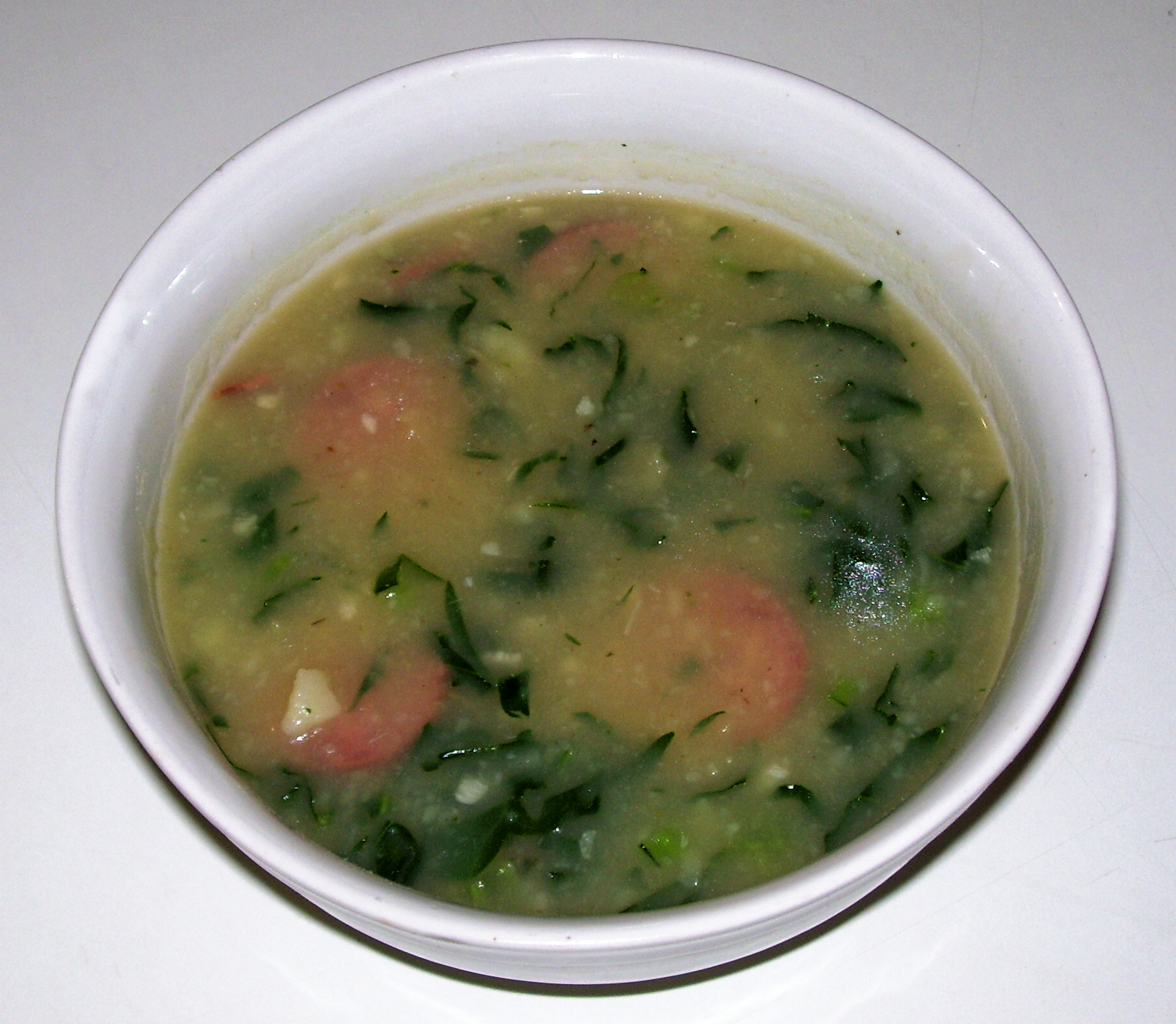
Caldo verde.

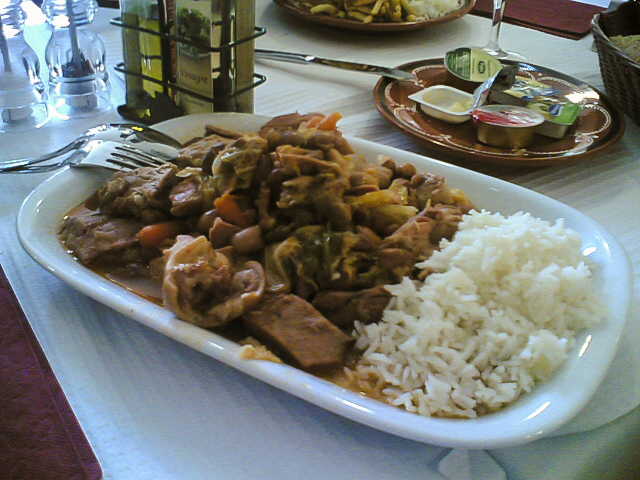
La Feijoada à transmontana influenció a otros territorios como Brasil, donde la feijoada se convirtió en el plato nacional.

La gastronomía portuguesa es una de las cocinas más representativas del Mediterráneo, la cultura portuguesa y sus tradiciones hacen realmente rico el país, trayéndonos así platos tan representativos como el pollo piri-piri, los pasteles de Belém, el Bacalhau, etc.
Aparte de tener una gran conexión con otras gastronomías del mar Mediterráneo, su punto de propulsión fue durante la época de los descubrimientos, cuando los portugueses empezaron a traer toneladas y toneladas de especias y otros ingredientes, los cuales solían provenir de la India, Brasil y África. También la conquista árabe de la península ibérica fue muy importante para el desarrollo de la cocina portuguesa, se introdujeron nuevos métodos de cocción y conservación, aparte de que numerosos productos provenientes de la región del Magreb llegarían hasta las tierras portuguesas.

## Ingredientes

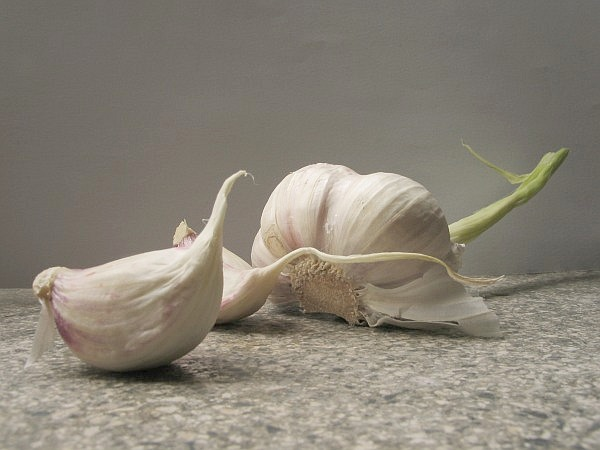
Ajos.

Cerdo, mariscos, bacalao salado, embutidos, aceitunas, patatas, arroz, col rizada y pollo son los ingredientes clave de esta cocina. También hay que destacar el vino, una bebida que acompaña a muchos platos lusos.

### Pan
El pan (pão, en portugués) es uno de los elementos básicos de la cocina portuguesa. La elaboración no se limita al empleo de harinas de trigo sino que es frecuente el maíz (norte de Portugal). El pan forma parte de platos muy tradicionales como las açordas y las migas à alentejana y el torricado. Entre los panes más conocidos allende se encuentran las Broa de Avintes. Otros panes son la Fogaça, las “caralhotas” de Almeirim (se trata de panes redondos y de tamaño medio, especialmente apreciados cuando son recién salidos del horno), el "pão-com-chouriço" (similar a los preñaos asturianos se consumen en ferias y fiestas tienen un chouriço en su interior), los folares (propios de Pascua), etc. En el norte de Portugal, se refiere a menudo a las "bolas" ("bôlas") que son panes con carne picada en su interior (en Trás-os-Montes) o panes redondos y compactos servidos con sardinhas o carne (como se puede encontrar en algunas partes del Minho).

### El aceite de oliva
El aceite de oliva (azeite) es uno de los pilares de la cocina portuguesa, se emplea tanto para asar las carnes y los pescados, como en aliños de ensaladas y verduras diversas. Existen seis denominaciones de origen protegida (DOP), y son: Azeite de Moura, Azeite de Trás-os-Montes, Azeite do Alentejo Interior , Azeites da Beira Interior (Azeite da Beira Alta y Azeite da Beira Baixa), Azeites do Norte Alentejano y Azeites do Ribatejo. Se emplea mucho para hacer sofritos (Refogado) de ajo y cebolla.

### Carnes

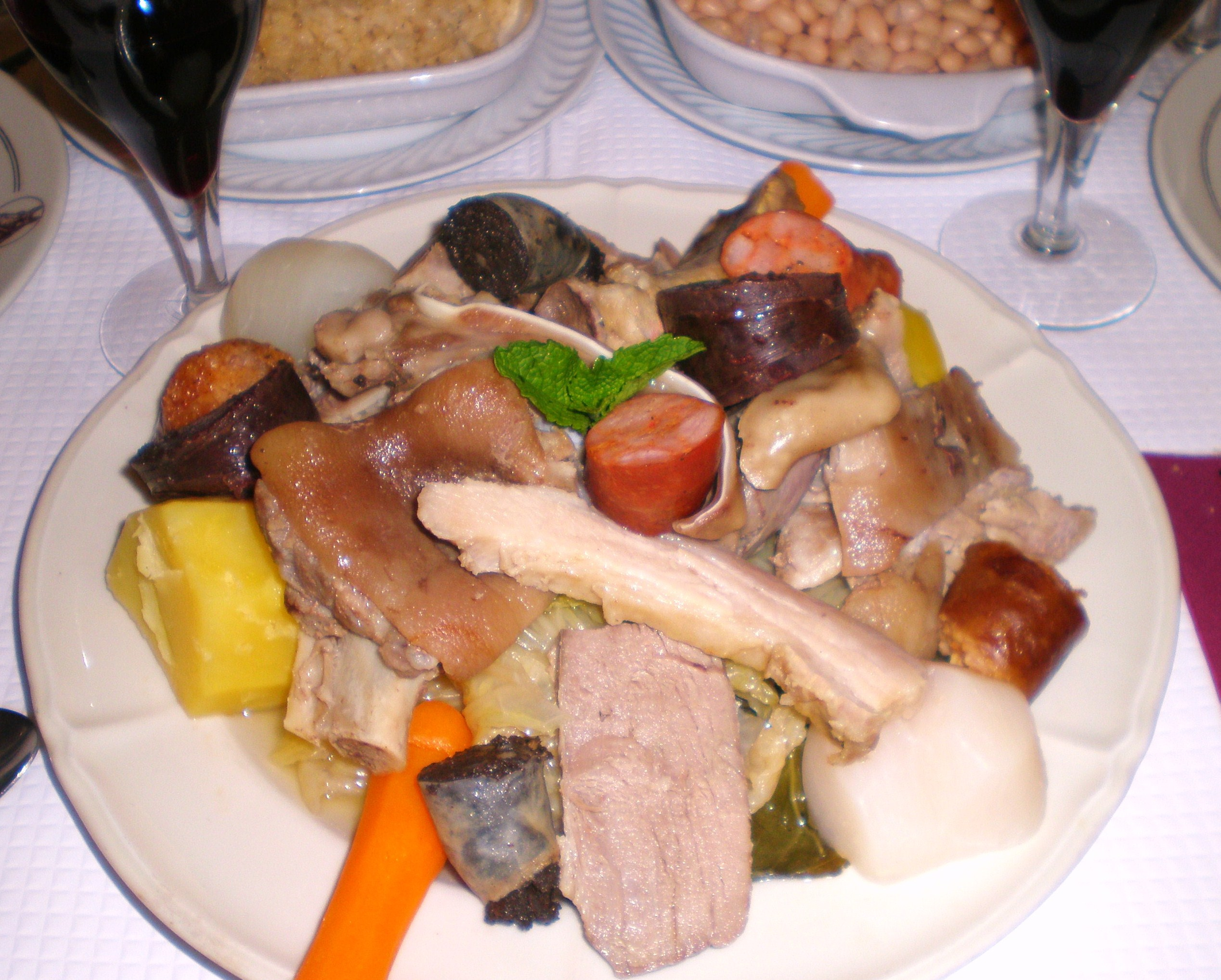
"Cozido à portuguesa".

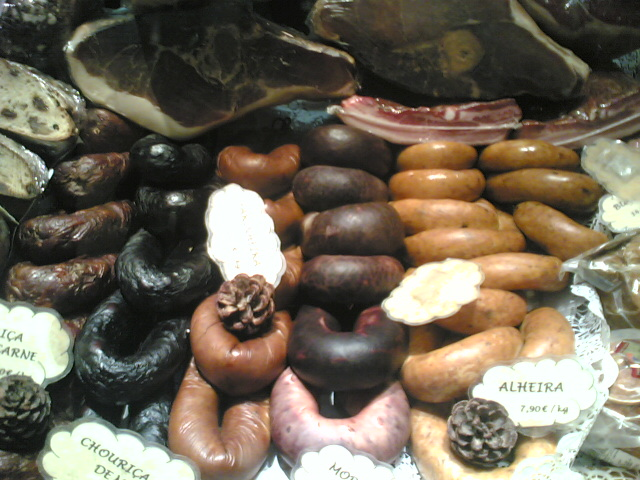
Embutidos portugueses

En el terreno de las carnes se come mucho porcino y se elaboran embutidos (Enchidos), tales como el Chouriço, el jamón (llamado presunto, frecuentemente curado al humo, de sabor muy característico). Como en la cocina de España es tradicional la matança do porco (matanza), que consiste en el sacrificio de un cerdo y su posterior procesado para la alimentación de una unidad familiar. La chanfana utiliza carne de cabra cocida en vino. En el terreno de las aves se tiene el arroz con pato y la canja a doentes, sopa con carne de gallina. El bistec a la portuguesa se hace untando la carne con pasta de ajos.
Las carnes de caza menor suelen ser el coelho (conejo), preparado a veces con Vinhadalhos. El coelho à caçadora (conejo a la cazadora).
Portugal tiene 30 denominaciones de origen o indicaciones geográficas protegidas (DOP o IGP) de carne fresca y 36 de productos cárnicos.

### Pescados

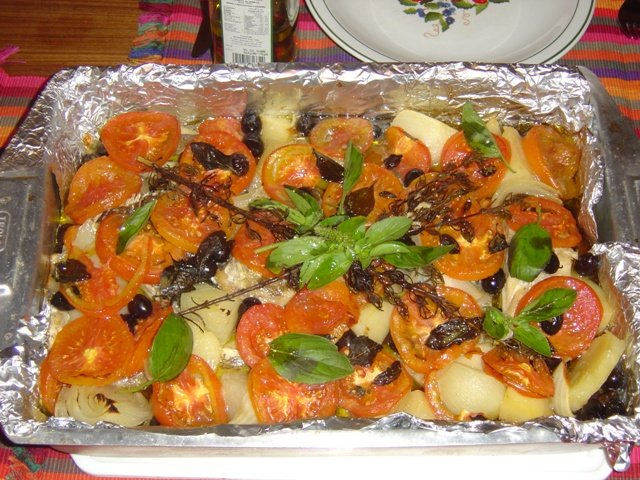
Una bacalhoada.

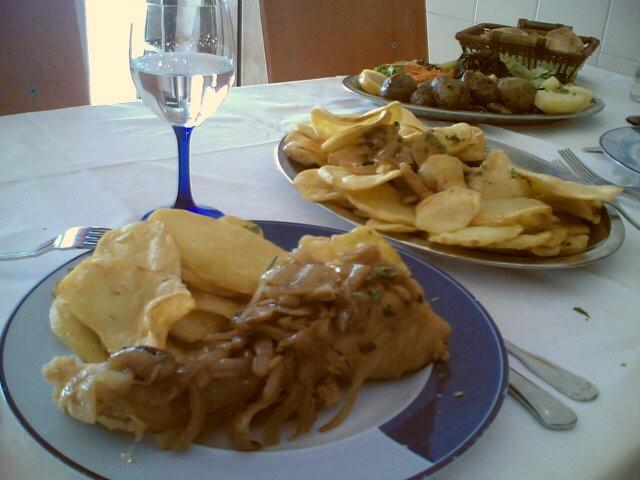
Bacalhau à minhota.

En el terreno de los pescados (Peixe en portugués), hay que destacar la tradición del consumo de pescado fresco, muchas veces cocinado de la manera más simple, a la brasa, y condimentado con aceite de oliva. También se prepara en una variedad de arroces caldosos o guisos de patatas llamados caldeiradas y cataplanas. Suelen ser muy conocidos los espetos de peixes (espetada) , que son una especie de brocheta. Es muy popular la sepia y los calamares (denominados lulas o lulinhas). Se consumen igualmente pulpo y diversos mariscos en el sur de Portugal: sobre todo langosta y bogavante, se suelen servir en las cervecerías a la parrilla o con huevo revuelto. En las zonas costeras se puede comer marisco en relativa abundancia.

#### Bacalhau
El pescado rey de la cocina portuguesa se importa y consume en grandes cantidades. El bacalao (Bacalhau) suele curarse en salazón y el gran truco es saber desalarlo. Los cocineros portugueses dicen que existen 365 recetas diferentes para este pescado (una para cada día del año). Algunas de las recetas más extendidas son: Bacalhau à Brás, Bacalhau à Gomes de Sá, Bacalhau com todos, Bacalhau à moda de Viana, bacalao guisado, en pastel o en forma de deliciosas pataniscas, en unos delicados buñuelos que pueden acompañar de una jugosa feijoada o guiso de arroz y alubias negras.

Sardina
Además de un icono lusitano, la sardina es una de las especialidades culinarias del país. En las zonas portuarias se preparan enteras, a la plancha, a la parrilla o a la brasa. Estos peces que pueden alcanzar hasta 25 centímetros de largo tienen el dorso de color verde pardo y el vientre blanco plateado. Además son un alimento rico en vitamina D y Omega 3.Uno de los lugares más hermosos, y donde se puede pescar sardina, es el río Duero, o Douro, para los portugueses.
La otra forma en la que se consumen las sardinas, que genera pasión entre los coleccionistas, es en conserva. Las latas de sardinas de Portugal se consiguen en miles de distintos tamaños, colores o formas. Antes de comprar una de estas latas, se recomienda averiguar bien las restricciones para viajar con alimentos enlatados, ya que existe la posibilidad de que sean retenidas en el aeropuerto.

### Quesos
Quesos de Portugal protegidos con denominación de origen son los siguientes:
- Queijo de Azeitão
- Queijo de Cabra Transmontano
- Queijo de Évora
- Queijo de Nisa
- Queijo do Pico
- Queijo mestiço de Tolosa (IGP)
- Queijo Rabaçal
- Queijo São Jorge
- Queijo Serpa
- Queijo Serra da Estrela
- Queijo Terrincho
- Queijos da Beira Baixa (Queijo de Castelo Branco, Queijo Amarelo da Beira Baixa, Queijo Picante da Beira Baixa)

## Bebidas

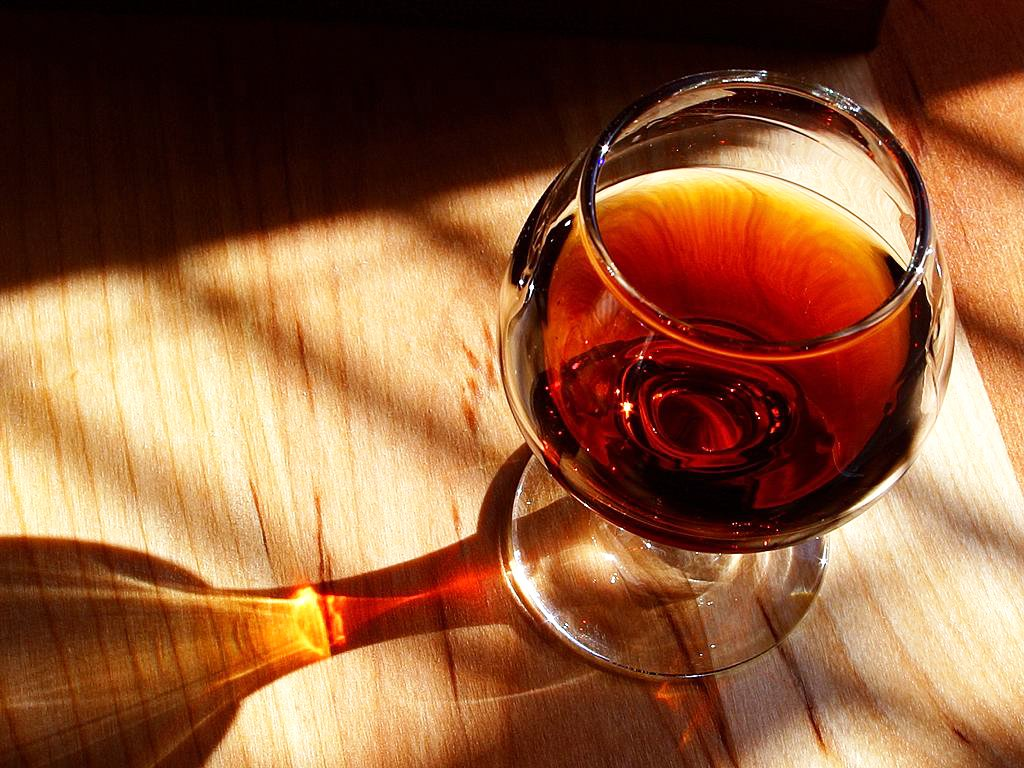
Oporto.

### Vinos
Los vinos son muy conocidos fuera de las fronteras de Portugal, se elaboran en casi todo el territorio y destacan los vinos verdes del norte que suelen ser vinos blancos y jóvenes como el Albariño, el Oporto (elaborado en la ciudad de Vila Nova de Gaia), Madeira, vino de Carcavelos, o el moscatel de Setúbal, tinto de Borba o Dão, entre otros. Catalogados como los mejores del planeta.

## Platos

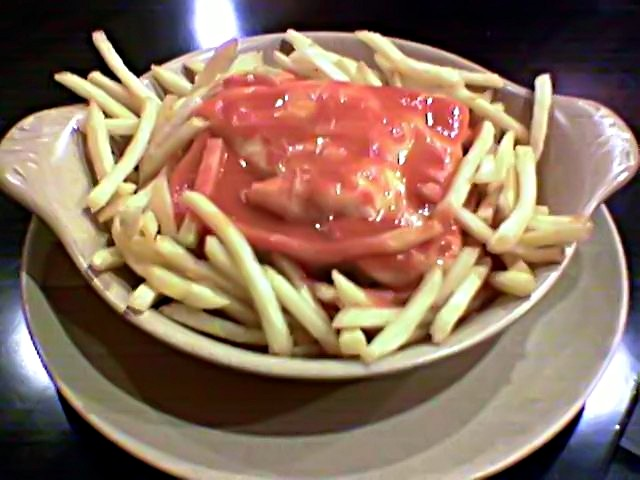
Francesinha de Oporto.

Es muy frecuente que una comida portuguesa completa consista en una sopa, un plato principal de carne o pescado y un postre dulce. Las sopas son variadas, las más frecuentes son el caldo verde (caldo realizado con col finamente picada y patata) la sopa de nabiças, el Cozido à portuguesa y en el terreno de las sopas frías, el gazpacho.
Las migas à alentejana, de la región del Alentejo, consisten en una mezcla de carnes de cerdo adobadas y pan. Del Alentejo es también la açorda à alentejana. Entre los postres destacan las piñonatas de la región de Alcácer, los pasteles de Belém, los dulces de naranja de Setúbal, el arroz con leche (arroz doce) y las peras cocidas en vino moscatel de Palmela.
Las feijoadas, es decir, los guisos de judías blancas o pintas acompañados con matanza, son tradicionales en todo el país. Influyeron mucho en la cocina de Brasil y en la cocina de las colonias africanas, que introdujeron variaciones locales que han revertido en la tradición culinaria de la metrópoli. En Oporto se toma la linguiça (paletilla de cerdo aliñado con ajo y pimentón). De entre los platos típicos a destacar están las recientemente creadas francesinhas y las tripas (de la región de Oporto), las pataniscas y el gaspacho (del Algarve).
En la comarca de las Beiras es muy conocido el cochinillo leitão de Bairrada. De esa zona también son muy apreciados (y caros) los quesos. Varios poseen denominación de origen, como el Serra da Estrela (procedente de la Serra da Estrela), el Castelo Branco o el Rabaçal. Algunos de ellos son cremosos, algunos curados.
En el sur la gastronomía es cuando más se parece a la cocina mediterránea. Es destacable la "cataplana de mariscos", compuesta de mariscos cocinados en una cazuela especial. Existe una abundante variedad de platos con pescado sardinas asadas, calamares rellenos, sopa de peixe (sopa de pescado), mero en brocheta, espadarte fumado, etc.
En las Islas Azores se come bastante pescado pero el plato más famoso es el cavaco, se pueden comer marisco y pulpo. Los percebes y las lapas son habituales en los platos de las islas. Entre los pescados se encuentran las calderetas (mezclas de pescado en calderas) y sopas de pescado de diversas formas. Es muy conocido en las islas el cozido das furnas (cocido hecho con el calor de las fumarolas volcánicas) o el "alcatra a moda de Terceira" (plato de contenido cárnico).
Destacan el cocido a la portuguesa, el «bacalao dorado», el «bacalao a la Gomes de Sá», las espetadas de Madeira, el «cocido volcánico» de las Azores, el «lechón asado a la Bairrada», los «rojones» del Aveiro y del Minho, la chanfana de Beira, la carne de cerdo a la alentejana, el pescado asado (en todo el país), las tripas (de la región de Oporto), las «pataniscas de bacalao» y el gazpacho portugués.

### Postres
Algunos postres están hechos a base de pan, son conocidos por ser todos muy dulces y por usar frecuentemente huevo.

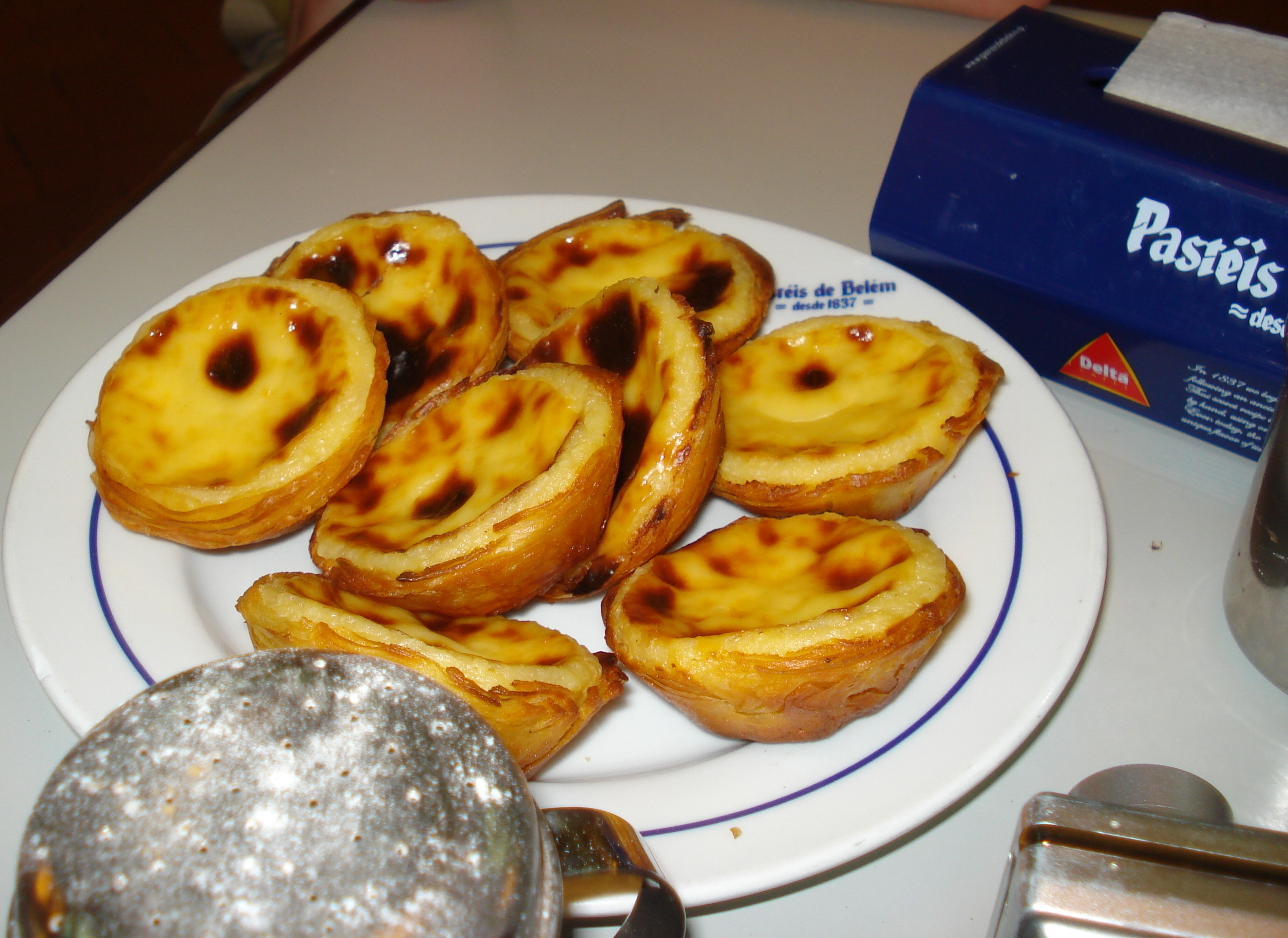
Los Pasteles de Belém son el producto de repostería más famoso de Portugal.

Algunos de los postres típicos portugueses son:
- pasteles de Belém muy típicos del centro de Portugal
- confites elaborados con dulces de naranja procedentes de Setúbal
- Baba de camelo
- quesadas de Sintra
- pasteles de huevo de Alentejo
- serradura
- tigelada
- bola de Berlim
- bolo de natas
- bolo de mel
- bolo de Natal
- bolo negro
- arrepiados
- alfenim
- areias